# ウィリアム・バイロン (第5代バイロン男爵)
第5代バイロン男爵ウィリアム・バイロン（William Byron, 5th Baron Byron 1722年11月5日 - 1798年5月19日）は、イギリスの貴族。
詩人として著名な第6代バイロン男爵ジョージ・ゴードン・バイロンの大伯父にあたる。

## 経歴
1722年11月5日、第4代バイロン男爵ウィリアム・バイロンとその後妻フランシス(初代ポートランド伯爵ウィリアム・ベンティンクの娘)の間の長男として誕生。父には先妻との間に男子が3人あったが、いずれも早世していたため、嫡男としての出生だった。
1736年8月8日に父の死去により第5代バイロン男爵位を継承し、貴族院議員に列した。
1747年から1752年にかけてフリーメイソンのイングランド・首位グランドロッジのグランドマスターを務めた。しかし職務怠慢な人物であり、彼の在職期間5年の間に傘下のロッジに無気力と不満が広がった。グランドロッジへの納付金の滞納も目立つようになり、バイロン卿は45のロッジに対して納付金滞納で認証を取り消したが、この数は当時の加盟ロッジの3分の1に当たる数で、これが分裂(1751年の古代派グランドロッジの創設)を促すことになった。
1763年から1765年にかけてスタッグハウンド管理長官を務めた。
1765年1月26日には従兄弟にあたるウィリアム・チャーワースと喧嘩して決闘に及び、彼を殺害した。貴族院から殺人罪の有罪判決を受けるも、貴族の特権により釈放された。
1798年5月19日に死去した。生存している男子がなく、バイロン男爵位は大甥（弟ジョンの孫）にあたるジョージに継承された。この大甥は詩人として著名になる。

## 家族
1747年に7万ポンドの持参金をうけてエリザベス・ショーと結婚。彼女との間に3男1女を儲けたが、全員に先立たれた。息子のうちウィリアムが男子を1人儲けたものの、早世した。そのため直系の子孫を爵位継承者とはできなかった。